# Dianema (slijmzwam)
Dianema is een geslacht van slijmzwammen uit de familie Trichiidae. De typesoort is Dianema harveyi.

## Kenmerken
De vruchtlichamen staan verspreid of dicht bij elkaar. Het peridium is vliezig of kraakbeenachtig. Het capillitium bestaat uit eenvoudige of gevorkte, smalle filamenten die aan het oppervlak glad of licht geruwd zijn. Ze zijn verankerd aan de basis van de sporocarp en meestal ook aan het bovenste peridium. De sporen zijn lichtgeel in doorvallend licht.

## Verspreiding
Dianema-soorten zijn tot nu toe aangetroffen in Europa (bijv. Scandinavië, Centraal-Europa), Azië (bijv. Mongolië, China) en Noord-Amerika (bijv. Californië, Colorado, Mexico). Vondsten uit Zuid-Amerika waren pas in 1976 bekend; het lijdt echter geen twijfel dat ze tijdens een intensieve zoektocht ook daar in de bergen zullen worden ontdekt. Over het algemeen worden ze echter slechts zelden gevonden, de meest voorkomende is Dianema corticatum. Sommige soorten groeien bij de sneeuwgrens groeien als de sneeuw smelt.

## Geslachten
Volgens Index Fungorum telt het geslacht elf soorten (peildatum februari 2023):
| Soortnaam                                     | Auteur(s)                     | Publicatiejaar |
| --------------------------------------------- | ----------------------------- | -------------- |
| Dianema aggregatum                            | Kowalski                      | 1968           |
| Dianema andersonii                            | T. Macbr.                     | 1922           |
| Dianema corticatum                            | Lister                        | 1894           |
| Dianema depressum (Grijsbruin zijdekussentje) | (Lister) Lister               | 1894           |
| Dianema harveyi (Rood zijdekussentje)         | Rex                           | 1891           |
| Dianema inconspicuum                          | Poulain, Mar. Mey. & Bozonnet | 2000           |
| Dianema microsporangium                       | H.Z. Li & Yu Li               | 1990           |
| Dianema mongolicum                            | Novozh.                       | 1986           |
| Dianema nivale                                | (Meyl.) G. Lister             | 1925           |
| Dianema repens                                | G. Lister & Cran              | 1925           |
| Dianema subretisporum                         | Kowalski                      | 1968           |